# Columbia County (Georgia)
Das Columbia County befindet sich im Bundesstaat Georgia der Vereinigten Staaten. Der Verwaltungssitz (County Seat) ist Evans.

## Geographie
Das County liegt im Nordosten von Georgia, grenzt an South Carolina und hat eine Fläche von 797 Quadratkilometern, wovon 46 Quadratkilometer Wasserfläche sind und grenzt im Uhrzeigersinn an folgende Countys: Richmond County, McDuffie County und Lincoln County.
Das County ist Teil der Metropolregion Augusta.

## Geschichte
Columbia County wurde am 10. Dezember 1790 aus Teilen des Richmond County gebildet. Benannt wurde es nach Christopher Columbus.

## Demografische Daten
Laut der Volkszählung von 2010 verteilten sich die damaligen 124.053 Einwohner auf 44.898 bewohnte Haushalte, was einen Schnitt von 2,75 Personen pro Haushalt ergibt. Insgesamt bestehen 48.626 Haushalte.
77,6 % der Haushalte waren Familienhaushalte (bestehend aus verheirateten Paaren mit oder ohne Nachkommen bzw. einem Elternteil mit Nachkomme) mit einer durchschnittlichen Größe von 3,13 Personen. In 41,5 % aller Haushalte lebten Kinder unter 18 Jahren sowie in 20,3 % aller Haushalte Personen mit mindestens 65 Jahren.
29,9 % der Bevölkerung waren jünger als 20 Jahre, 24,7 % waren 20 bis 39 Jahre alt, 29,5 % waren 40 bis 59 Jahre alt und 15,7 % waren mindestens 60 Jahre alt. Das mittlere Alter betrug 37 Jahre. 48,6 % der Bevölkerung waren männlich und 51,4 % weiblich.
76,5 % der Bevölkerung bezeichneten sich als Weiße, 14,9 % als Afroamerikaner, 0,3 % als Indianer und 3,8 % als Asian Americans. 1,7 % gaben die Angehörigkeit zu einer anderen Ethnie und 2,8 % zu mehreren Ethnien an. 5,0 % der Bevölkerung bestand aus Hispanics oder Latinos.
Das durchschnittliche Jahreseinkommen pro Haushalt lag bei 68.516 USD, dabei lebten 9,6 % der Bevölkerung unter der Armutsgrenze.

## Kultur und Sehenswürdigkeiten

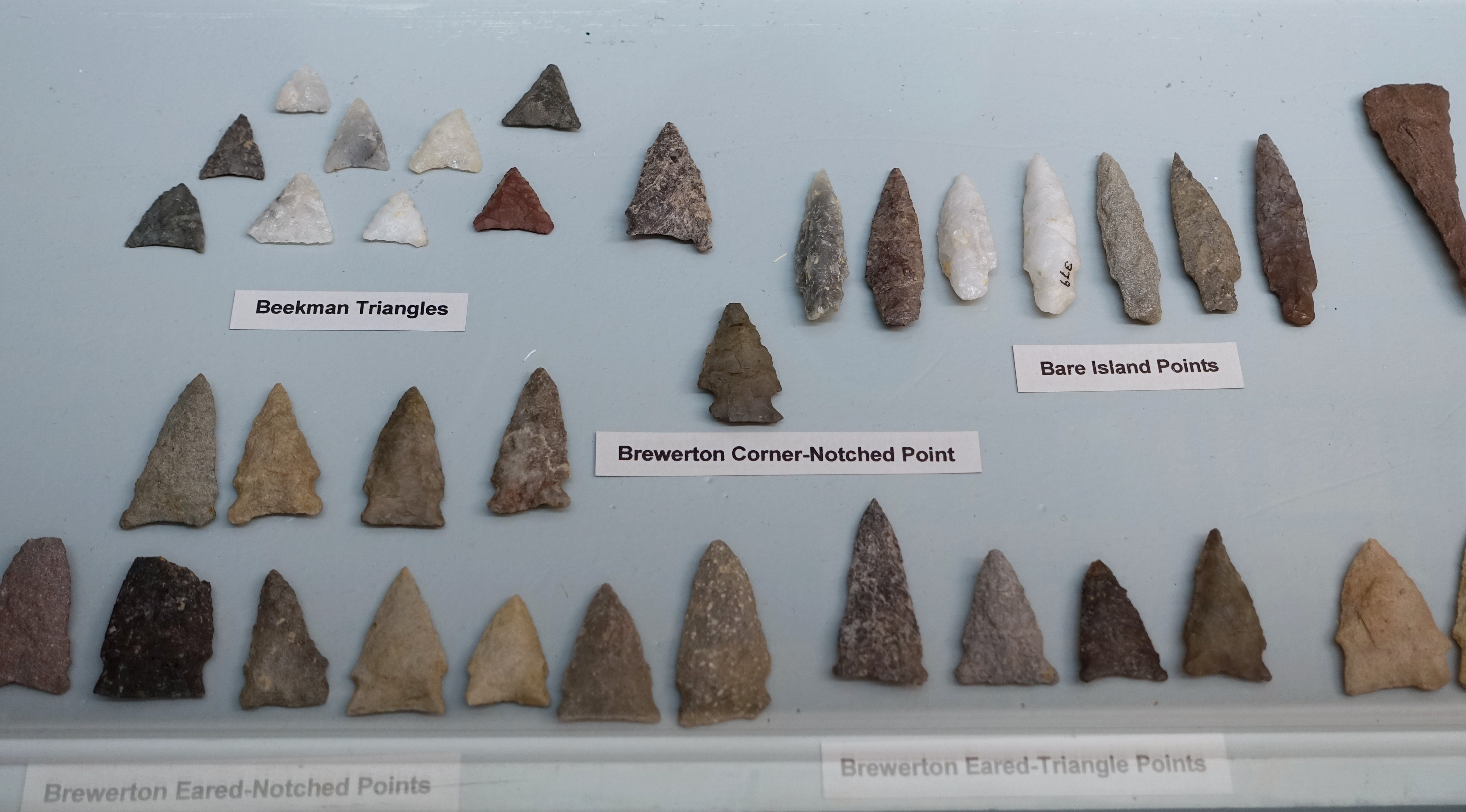
Artefakte aus der späten Archaischen Periode im Robbins Museum in Middleborough, Massachusetts (2016). Stallings Island wurde 1861 als präkolumbische Fundstätte entdeckt und seitdem mehrfach geplündert. Hier wurden die bisher ältesten Töpferwaren Nordamerikas ausgegraben. Im Januar 1961 erhielt die Stätte den Status eines National Historic Landmarks zuerkannt. Im Oktober 1966 wurde die Insel in das NRHP aufgenommen.

Vier Bauwerke und Stätten im Columbia County sind im National Register of Historic Places („Nationales Verzeichnis historischer Orte“; NRHP) eingetragen (Stand 19. August 2023), wobei die prähistorische Fundstätte Stallings Island den Status eines National Historic Landmarks („Nationales historisches Wahrzeichen“) hat.

## Orte im Columbia County
Orte im Columbia County mit Einwohnerzahlen der Volkszählung von 2010:
Cities:
- Grovetown – 11.216 Einwohner
- Harlem – 2.667 Einwohner

Census-designated places:
- Evans (County Seat) – 29.011 Einwohner
- Martinez – 35.795 Einwohner